# London-konferencen (1864)
 Denne artikel omhandler London-konferencen (1864). For andre betydninger af London-konferencen, se London-konferencen.
Londonkonferencen i 1864 var en møderække mellem repræsentanter for de krigsførende lande i den anden slesvigske krig, Danmark, Preussen og Østrig, samt for det tyske forbund, Frankrig, Rusland og Sverige-Norge, dvs. de lande som havde underskrevet Londontraktaten i 1852. Konferencen var indkaldt af den engelske regering under premierminister Lord Palmerston, men med udenrigsminister John Russell som forhandlingsleder. Dens formål var at opnå en fredsaftale mellem de stridende parter i 2. slesvigske krig. Konferencen startede officielt den 20. april og blev afbrudt uden resultat den 25. juni. Samme dag blev krigshandlingerne genoptaget og natten til den 29. juni erobrede den Preussisk-Østrigske hær Als, hvilket endeligt afgjorde krigen militært. Den politiske konsekvens blev draget ved en fredskonference i Wien afsluttet den 30. oktober 1864, hvor måtte Danmark afstå Holsten, Lauenburg og Slesvig. 

## Baggrund
Den nyligt udnævnte konge Christian 9. underskrev trods store betænkeligheder novemberforfatningen 18. november 1863 til ikrafttrædelse 1. januar 1864. Da den brød med Londontraktatens bestemmelser om Slesvig- Holstens udelelighed, benyttede Preussen anledningen til at kræve den omstødt. Den engelske regering forsøgte gennem et forslag af 31. december 1863 at etablere en konference, der skulle løse det dansk-tyske problem på grundlag af status quo. Ditlev Gothard Monrad, som netop var udpeget som ny dansk statsminister af kongen, men endnu ikke havde etableret et samlet ministerium, svarede positivt, men henholdende på det engelske initiativ.  I modsætning til den danske regering gik Preussen offensivt til værks. Gennem forhandlinger med Østrig og medlemmer af det tyske forbund etablerede Bismarck en tysk enighed om at kræve novemberforfatningen ophævet; i modsat fald ville hertugdømmerne blive besat.  De tyske stormagters ulitmatum, der fremsendtes den 16. januar med en frist på 48 timer, blev afvist af den svage og splittede danske regering, som Monrad efter vanskelige forhandlinger havde etableret den 8. januar.  Herefter var krigen en realitet. Den engelske regering tog allerede i krigens tidligste faser initiativ til at forestå fredsforhandlinger, bl.a. under indtryk af den engelske befolknings sympati for Danmark. Briterne foreslog, at Danmark fik 6 ugers frist til at løse forfatningsspørgsmålet, hvilket i praksis måtte indebære, at novemberforfatningen skulle ophæves. Til gengæld skulle de neutrale stormagter sende tropper som støtte for den danske hær, hvis Preussen og Østrig overskred Ejdergrænsen. Hverken Rusland eller Frankrig var indstillet på at sætte militær magt bag et krav til den tyske alliance. Den franske kejser, Napoleon 3. udtrykte i sit svar til Russel forståelse for det tyske ønske om en stærk forbindelse mellem Slesvig og Holsten. Allerede inden den preussisk -østrigske hær passerede Ejderen den 1. februar var det diplomatiske spil uoverskueligt. Intern uenighed mellem Karl 15. af Sverige-Norge og hans regering blokerede for, at svenskerne sendte de 22.000 soldater til hjælp for danskerne, som diplomaten Henning Hamilton havde stillet danskerne i udsigt. Den danske regering med Monrad i spidsen ønskede en konference, men regeringen ville ikke udadtil binde sig til nogle af de konkrete forslag, som stormagterne stillede, ligesom den ikke ville indgå våbenhvile, som især Monrad frygtede ville svække den danske forhandlingsposition. Han var indstillet på at dele Slesvig ved en linje fra Slien til Husum, men ville ikke selv foreslå denne løsning i håbet om, at den blev bragt på bane af en af stormagterne, ligesom han stadig troede på muligheden for at kæde en deling sammen med etableringen af en skandinavisk union.
Først den 19. marts blev startdatoen for fredskonferencen fastlagt til den 12. april.   Det lykkedes imidlertid trods danske protester Bismarck at få en udsættelse af konferencens første møde til den 20. april, idet han især henviste til, at Det tyske forbunds repræsentanter først måtte opnå enighed om et mandat.  Bismarcks manøvre skal formentlig ses på baggrund af, at han ønskede at gennemføre den planlagte erobring af Dybbøl forud for starten på møderækken for at stå stærkere i forhandlingerne.    Samtidig var den danske statsminister Ditlev Gothard Monrad overbevist om, at det var af afgørende politisk betydning, at den danske hær forsvarede skanserne, indtil konferencen var påbegyndt. Han fremsendte derfor efter et statsråd den 9. april en instruks til den danske delegation, der var under ledelse af udenrigsminister George Quaade, som midlertidigt havde afgivet sin post til Monrad for at kunne koncentere sig om forhandlingerne. Instruksen understregede, at Danmark ville afvise en våbenstilstand, så længe Slesvig var besat af fremmede tropper.  Efter at de danske tropper havde lidt nederlag i slaget om Dybbøl den 18. april drøftede regeringen på et statsrådsmøde en mindre vidtgående standsning af krigshandlingerne, den våbenhvile, som den tidligere havde afvist.  De toneangivende politikere kunne ikke blive enige om et klart mandat for forhandlingerne herom, og instuksen blev, at man "uformelt" skulle søge at opnå en våbenhvile gennem en aftale mellem de kommanderende generaler om "i en vis given tid ikke at angribe".  Instruksens vage og uklare form forringede den danske forhandlingsposition, som i forvejen var vanskelig efter den militære fiasko ved Dybbøl. 
Lord Russel søgte gennem diplomatisk kontakt til Paris at opnå en fælles forståelse med franskmændene. Russell, der ofte ændrede strategi i forhandlingerne, var nu indstillet på, at Nordslesvig skulle tilfalde Danmark, Sydslesvig skulle forenes med Holsten, mens de mellemste dele af hertugdømmet skulle deles af en kommission, nedsat af de neutrale stormagter. Den franske udenrigsminister forhandlede samtidig med Bismarck om en delingsplan for Slesvig, som kejser Napoleon 3. imidlertid var forbeholden overfor, da han hellere så en skandinavisk løsning, dvs. en Union mellem Sverige-Norge og Danmark.  Stormagterne var indstillede på, at Slesvig måtte deles, men uenighed om principperne, især om en ny stat skulle indgå i en personalunion med Danmark eller få selvstændig status, blokerede for et fælles udspil. Den danske delegations usikre mandat bidrog til, at der ved konferencens start ikke var etableret et klart forhandlingsgrundlag.

## Forhandlingerne
Kampene ved Dybbøl havde givet Preussen en strategisk fordel forud for forhandlingerne, som reelt først startede den 25. april, idet repræsentanterne for Preussen, Østrig og det tyske forbund ikke var nået frem til det første møde.  På dette møde krævede den engelske chefforhandler, udenrigsminister John Russell en våbenstilstand. På samme møde krævede Preussen, at den danske flådes blokade af Østersøen skulle ophæves, før forhandlingerne påbegyndtes. Blokaden var reelt den eneste danske succes i krigshandlingerne. 
De preussiske forhandlere havde allerede i instrukser af 15. april fået Bismarcks accept af "at tage hensyn til folkestemningen", hvilket i praksis ville indebære en deling af Slesvig. Formelt støttede delegationen sig imidlertid i starten af møderækken til Londontraktatens bestemmelser om hertugdømmernes udelelighed. . Uenighed i den danske regering og mellem statsminister Monrad og Christian IX betød, at de tre danske forhandlere både skulle lade døren stå åben for en helstatsløsning og for Ejderpolitikken, hvilket i praksis bevirkede, at de ikke havde tilstrækkeligt mandat til indgå de nødvendige kompromiser. Et forslag fra Preussen og Østrig om at etablere våbenhvile under forudsætning af en dansk opgivelse af blokaden af Østersøen, blev på statsrådsmødet den 3. maj afvist af den danske regering, efter at især Monrad havde modsat sig disse betingelser, mens den mere realistisk indstillede krigsminister Lundbye bemærkede, at danskerne ville blive tvunget til dette.. Først den 9. maj – efter Palmerstons personlige appel til den danske delegation om at opgive opretholdelsen af blokaden og tiltræde en våbenstilstand – kunne Quaade tilslutte sig en våbenhvile på de foreslåede betingelser.  Forud var gået nogle hektiske døgn, inden Monrad accepterede kongens og rådgivernes pres og gav en forbeholden tilslutning til at gå ind på at opgive blokaden.
Samme dag indtraf slaget ved Helgoland, men den danske sejr her havde ingen praktisk politisk betydning i fredsprocessen, hvor forhandlingerne var prægede af det taktiske spil, som især den preussiske og den danske delegation gav opvisning i. Bismarck havde af hensyn til Østrigs principielle opbakning bag fastholdelsen af hertugdømmernes udelelighed foreslået en personalunion mellem kongeriget og hertugdømmerne i tillid til, at dette ville splitte den danske delegation.  Allerede den 12. maj tog Bismarcks chefforhandler et nyt initiativ, da han erklærede, at Londontraktaten ikke burde være grundlag for forhandlingerne. Bismarcks taktik lykkedes på sin vis; en personalunion ville give Christian 9. mulighed for at fastholde helstaten under sin kontrol, men var helt uacceptabel for Ejderpolitikkens fortalere. På et statsråd den 23. maj fremhævede kongen, der ikke kunne se nogen fordel ved at genoptage krigen, at en personalunion nok var en ”ydmygende løsning”, men ”monarkiets integritet ville (dog) blive bevaret."  Monrad erklærede, at skønt betingelserne forekom ugunstige, måtte han tilråde at tilstræbe en løsning på "den foreliggende fredsbasis", hvorefter beslutningen blev udsat af kongen. 
Det preussiske initiativ blev positivt modtaget af den franske delegation, især fordi kejser Napoleon 3. før konferencen havde været en stærk fortaler for nationalstatprincippet. Den russiske delegation var betænkelig ved at opgive helstatsprincippet, men tilsluttede sig alligevel Lord Russell, da denne den 28. maj forelagde et forslag om fuldstændigt at ”adskille de tyske dele af helstaten fra det danske monarki”, og fortsatte:
”For at retfærdiggøre et så uhyre offer fra Danmarks side er det efter vores anskuelse ønskeligt, at grænselinjen ikke drages nordligere end fra Sliens munding og langs Dannevirkestillingen."
Det uhyre offer opfattes i eftertiden som et favorabelt tilbud til danskerne, som samtidig imødekom de franske ønsker. De preussiske forhandlere erklærede sig enige i princippet bag forslaget, men tog forbehold overfor selve grænsedragningen ved Dannevirke, som de anså for at være for sydlig. Splittelsen i den danske regering og Monrads uenighed med kongen betød, at Preussen endnu engang kom danskerne i forkøbet med et konkret tilbud; denne gang en grænse fra Åbenrå til Tønder. Da danskerne den 2. juni accepterede Russels forslag, dog med en mindre udvidelse af området, som skulle sikre et af kongens barndomshjem, Louisenlund ved Slien for Danmark, var denne løsning allerede forpasset. Rusland havde i mellemtiden foreslået en afgørelse af grænsedragningen ved voldgift, og Russell arbejdede derfor på et kompromis, der kunne tilfredsstille de russiske ønsker.
Sidste reelle bud på en løsning fremsatte Russell for den danske delegation den 11. juni. Den var baseret på det russiske forslag, ligesom den skulle imødekomme de franske ønsker. En neutral magt skulle drage en grænse, der ikke måtte lægges sydligere end ved Egernførde-Frederiksstad  og ikke nordligere end Åbenrå-Tønder. Han tilføjede, at England ville yde Danmark "materiel assistance", hvis danskerne accepterede og tyskerne afslog forslaget. Selv om Frankrig havde afslået at sætte militær magt bag en sådan løsning, var Lord Russell altså som en sidste udvej indstillet på at gå ind i krigen på dansk side.  Da Russell formelt fremsatte sit forslag den 18. juni, udtrykte den tyske og danske delegation uenighed om linjedragningen, primært fordi begge parter ville sikre sig Flensborg.  Den preussiske delegation kunne ikke tilslutte sig kompromisforslaget, men udviste i stedet velvilje overfor det franske ønske om, at grænsedragningen i den mellemste del af Slesvig skulle baseres på folkeafstemninger ”sogn for sogn”.  Danskernes svar måtte afvente nye instrukser. George Quaade udtrykte ønske om at gå ”fredens vej”, mens Krieger modsatte sig en voldgiftsafgørelse. I København stillede en rådvild Monrad sit mandat til rådighed; men da kongen ikke kunne finde en afløser, genindtrådte han på posten som statsminister. Da regeringen ikke kunne nå til enighed, overlod han beslutningen om det danske svar på Russells seneste kompromisforslag til kongen. Dennes beslutning blev læst op af Quaade på Londonkonferencens 12. møde den 22. juni 1864. ”Grænsen mellem Danmark og Tyskland skal drages syd for Dannevirke”.  
Lord Russell forsøgte, mens han afventede det danske svar, at overtale Frankrig til i fællesskab at lægge pres på den tyske delegation ved at true med at gå ind i krigen på dansk side, hvis danskerne godtog kompromiset og tyskerne afslog. Christian 9.'s beslutning satte en stopper for dette initiativ. Det sidste møde i London den 25. juni var en formalitet, hvor sammenbruddet blev konstateret.

## Vurderinger
I 1848-1850 var det ikke lykkedes at løse Slesvigproblemet ved at dele landet efter nationalstatprincippet; men det forekom i liberale kredse som den naturlige udvikling.
I Preussen var de liberale tanker bandlyst hos Kong Wilhelm 1., som ønskede et stærkt, konservativt Tyskland under prøjsisk lederskab. Den danske konge, Christian IX, var ligeledes konservativ, men som tilhænger af den danske helstat, naturlig fjende af Preussen, som hermed kunne udnytte de spirende liberalistiske oprørstanker til eget formål. I virkeligheden var den prøjsiske ambition at underlægge Slesvig-Holsten direkte under prøjsisk styre. 
Det er en almindelig antagelse, at Preussens strategi blev lettet af, at:
”Den danske regering under ledelse af D.G. Monrad afviste alle forsøg på kompromis, som også rummede muligheden for at spørge befolkningen, og insisterede på en grænsedragning ved Ejderen, hvorefter konferencen brød sammen og krigen begyndte igen” 
Denne vurdering nuanceres bl.a. af Tom Buk-Swienty, som på den ene side finder, at den danske uenighed og rådvildhed under konferencen var et problem, men samtidig giver mange eksempler på, at Preussen havde det strategiske initiativ under hele forløbet; Bismarck var dog indstillet på, at de decideret dansksindede dele af Slesvig kunne tilfalde Danmark, da området nord for Flensborg ikke var af strategisk vigtighed for ham, ligesom han ikke ønskede et modvilligt mindretal i sit rige. Denne løsning, som ville have ført til en grænse, omtrent hvor den blev fastlagt ved genforeningen, blev ikke blot umuliggjort af den danske regerings ubøjelighed i forhandlingerne, men formentlig også af de deltagende stormagters forskellige strategiske interesser og intern uenighed i flere delegationer.  Rasmus Glenthøj undlader at fælde en endelig dom over årsagerne til konferencens sammenbrud. I en længere analyse diskuterer han såvel de internationale som de internt danske strategier og finder, at selv om de toneangivende danske politikere begik fatale fejlvurderinger, var de europæiske stormagters forskellige interesser også medvirkende til, at det var umuligt at finde en løsning. 

## Internetreferencer
- "Londonkonferencen april-juni 1864". Leksikon, Grænseforeningen – for en åben danskhed.
- "Danmarkshistorien: Krigen 1864". Undervisningsministeriet. Arkiveret fra originalen 23. marts 2014. Hentet 3. januar 2012.
- "danmarkshistorien.dk" (18. september 2012). "Wienertraktaten 1864". Aarhus universitet.